# One57
One57 är en skyskrapa som ligger i stadsdelen Billionaires' Row på Manhattan i New York, New York i USA. Den ritades av den franske arkitekten Christian de Portzamparc och interiören är skapad av New York-baserade Thomas Juul-Hansen.
Skyskrapan stod färdig 2014 och är 306 meter hög med 75 våningsplan. Byggnaden har 92 bostadsrätter på de översta våningarna. Nedre våningarna inhyser Park Hyatt Hotel med 210 rum. 
New Yorks dyraste lägenhet (december 2014) har sålts i byggnaden. En anonym köpare har betalat drygt 100 miljoner dollar för en lägenhet i två våningar med pool, biograf och ett spa för hundar.